# Yuval Noah Harari
Pour les articles homonymes, voir Harari.
Yuval Noah Harari, en hébreu : יובל נח הררי, né le 24 février 1976 à Kiryat-Ata en Israël, est un historien et professeur d'histoire à l'université hébraïque de Jérusalem ; il est l'auteur du best-seller international Sapiens : Une brève histoire de l'humanité et de sa suite Homo Deus : Une brève histoire de l'avenir puis 21 leçons pour le XXIe siècle, ainsi que de Nexus: Une brève histoire des réseaux d’informations de l’âge de pierre à l’IA.

## Biographie
Yuval Harari est né à Kiryat-Ata en Israël de parents juifs ashkénazes de descendence de Bukovine et Pologne,,. Il se spécialise en histoire médiévale et militaire et obtient son doctorat au Jesus College de l'université d'Oxford en 2002. Il devient enseignant de World History à l'université hébraïque de Jérusalem en 2005.
Harari pratique la méditation vipassana depuis 2003, telle qu’enseignée par S. N. Goenka et ses assistants-enseignants, dans la tradition de Sayagyi U Ba Khin (en). Son livre Homo Deus est d'ailleurs dédié à son maître S. N. Goenka. Il médite deux heures par jour et fait souvent de longues retraites d’une dizaine de jours à plusieurs mois.
En écrivant Sapiens : Une brève histoire de l'humanité, Yuval Harari s'est documenté en zootechnie, sur le traitement des animaux dans l’industrie de la viande, des produits laitiers et des œufs jusqu'à en être horrifié, ce qui l'a amené à devenir végan,. Le sort des animaux, en particulier des animaux d'élevage, est traité à plusieurs reprises dans ses ouvrages.
Il est homosexuel, ce qui lui permet selon lui « de remettre en question les idées reçues », et vit avec son mari et manager Itzik Yahav dans le moshav (communauté agricole coopérative) Mesilat Zion près de Jérusalem.
Ses conférences en hébreu sur l’histoire du monde ont été visionnées par des dizaines de milliers d’internautes en Israël. Yuval Harari a proposé également en 2014 une série de cours en ligne gratuits en anglais (MOOC) intitulée « A Brief History of Humankind ». Plus de 100 000 personnes y étaient inscrites. Harari a pu se faire connaître dans le monde entier par le biais de ses Ted talks.

## Ouvrages
Son ouvrage le plus connu Sapiens, d’abord publié en hébreu en Israël (2011) sous le titre Une brève histoire de l’humanité, est traduit dans près de 30 langues (en français en 2015). Le livre retrace toute l'histoire de l'humanité, depuis l’évolution de l’homo sapiens de l’âge de pierre au XXIe siècle.
Sapiens est fondé sur un cours qu'a donné Harari alors qu'aucun de ses collègues ne voulait s'en charger. Refusé par la majorité des grandes maisons d'éditions israéliennes, le livre trouve finalement un éditeur ; il est devenu depuis un bestseller publié dans plus de vingt pays,.
En 2017, Harari publie Homo Deus : Une brève histoire du futur et, en 2018, 21 leçons pour le XXIe siècle.
S'associant à David Vandermeulen et Daniel Casanave, il livre en 2020 le premier tome en bande dessinée de la série Sapiens, intitulé Sapiens : La Naissance de l’humanité (Albin Michel) suivi du deuxième tome Sapiens: les piliers de la civilisation. L'ouvrage figure dans la sélection pour le Fauve d'or au Festival d'Angoulême 2021.
En 2024, il publie un nouvel ouvrage intitulé Nexus : Une brève histoire des réseaux d'information de l'âge de pierre à l'IA (Albin Michel).

### Réception critique
Ses travaux ont suscité l’intérêt des universitaires aussi bien que celui du grand public et ont rapidement fait d’Harari une célébrité, sa recommandation par Mark Zuckerberg dans son club de lecture y ayant contribué, tout comme Barack Obama qui a « adoré cette histoire de l'humanité vue du ciel » et Bill Gates qui a chaudement recommandé ce livre « vivifiant ».
Des titres flamboyants ont paru aux unes des journaux pour le désigner : « Le penseur le plus important du monde » selon Le Point et 20 Minutes.

Pour la journaliste Évelyne Pieiller du Monde diplomatique : 

« Harari a cherché à étayer, et souvent asséné, les lieux communs propres à la conception du monde selon le libéralisme : tout est relatif ; il n’est pas de vérité ultime ; il y a une nature humaine première ; la raison sert de masque aux émotions qui l’impulsent, seules véritablement déterminantes, etc. »

Ses travaux sont par ailleurs critiqués par certains anthropologues, archéologues et spécialistes en neuroscience. Par exemple, Darshana Narayanan, spécialiste en neuroscience comportementale, écrit dans un article intitulé « The Dangerous Populist Science of Yuval Noah Harari » publié dans le journal Current Affairs que :

« Harari nous a séduits par ses récits, mais un examen attentif de son travail montre qu'il sacrifie la science au profit du sensationnalisme, commet souvent de graves erreurs factuelles et présente comme certain ce qui n'est que spéculations. Les sources sur lesquelles il fonde ses déclarations sont obscures, car il fournit rarement des notes de bas de page ou des références adéquates et est remarquablement avare de reconnaissance envers les penseurs qui ont formulé les idées qu'il présente comme les siennes. »

Christopher Hallpike, spécialiste en anthropologie évolutionniste, déclare quant à lui dans une revue de lecture du livre Sapiens (2015) :

« Nous ne devrions pas juger Sapiens comme une contribution sérieuse à la connaissance mais comme de l'« info-divertissement » (infotainment), un événement éditorial visant à titiller ses lecteurs par une folle promenade intellectuelle à travers le paysage de l'histoire, parsemée de spéculations sensationnelles et se terminant par des prédictions à glacer le sang sur le destin de l'humanité »

L'anthropologue David Graeber et l'archéologue David Wengrow, par ailleurs, dénoncent dans l'ouvrage intitulé Au commencement était… l'absence de recours — non seulement chez Yuval Noah Harari, mais aussi chez d'autres auteurs d'ouvrages bestsellers portant sur les origines de la civilisation, à l'instar de Francis Fukuyama, Jared Diamond ou bien de Steven Pinker — aux données les plus à la pointe de l'archéologie et de l'anthropologie contemporaines, qui permettent de défendre une thèse évolutionniste plurielle de l'histoire de l'humanité — a contrario des versions unilinéaires inspirées des mythes du Jardin d'Eden, qui tendent à présenter l'avènement des civilisations étatiques complexes comme un phénomène inévitable et irréversible.
Yuval Noah Harari est considéré par certains complotistes, notamment français, comme étant « le pape du transhumanisme et l’instigateur d’un plan visant à établir un « nouvel ordre mondial » ».

## Prise de position
Fin juillet 2018, Yuval Noah Harari refuse de recevoir une distinction délivrée par le consulat israélien à Los Angeles, afin de protester contre la promulgation par Israël de la loi sur l'État-nation.

## Publications

### Ouvrages
- (en) Renaissance Military Memoirs : War, History and Identity, Woodbridge, Boydell & Brewer, 2004, 225 p. (ISBN 978-1-84383-064-1, lire en ligne)
- (en) Special Operations in the Age of Chivalry, 1100–1550, Woodbridge, Boydell & Brewer, 2007, 224 p. (ISBN 978-1-84383-292-8 et 1-84383-292-5)
- (en) The Ultimate Experience : Battlefield Revelations and the Making of Modern War Culture, 1450–2000, Londres, Palgrave Macmillan, 2008, 386 p. (ISBN 978-0-230-53692-0 et 0-230-53692-1)
- Sapiens : Une brève histoire de l’humanité [« Sapiens: a Brief History of Humankind »] (trad. de l'anglais par Pierre-Emmanuel Dauzat), Paris, éd. Albin Michel, 2015, 501 p., 25 cm (ISBN 978-2-226-25701-7, BNF 44403557)
- Homo Deus : Une brève histoire de l’avenir [« Homo Deus : a Brief History of Tomorrow »] (trad. de l'anglais par Pierre-Emmanuel Dauzat), Paris, éd. Albin Michel, 6 septembre 2017, 463 p., 25 cm (ISBN 978-2-226-39387-6, BNF 45350827)
- 21 leçons pour le XXIe siècle [« 21 Lessons for the 21st Century »] (trad. de l'anglais par Pierre-Emmanuel Dauzat), Paris, éd. Albin Michel, 2 octobre 2018, 375 p., 25 cm (ISBN 978-2-226-43603-0).
- David Vandermeulen (scénario), Daniel Casanave (dessin) et Claire Champion (couleurs), Sapiens, la naissance de l'humanité, t. 1, Albin Michel, 2020 (ISBN 978-2-226-44845-3).
- Nexus: Une brève histoire de l'information de l'âge de pierre à l'AI, Fern Press, 2024 (ISBN 978-1911717089)[25]

### Articles
- « The Military Role of the Frankish Turcopoles – a Reassessment », Mediterranean Historical Review 12 (1) (June 1997), p. 75-116.
- « Inter-Frontal Cooperation in the Fourteenth Century and Edward III’s 1346 Campaign », War in History 6 (4) (September 1999), p. 379-395
- « Strategy and Supply in Fourteenth-Century Western European Invasion Campaigns », The Journal of Military History 64 (2) (April 2000), p. 297-334.
- « Eyewitnessing in Accounts of the First Crusade: The Gesta Francorum and Other Contemporary Narratives », Crusades 3 (August 2004), p. 77-99
- « Martial Illusions: War and Disillusionment in Twentieth-Century and Renaissance Military Memoirs », The Journal of Military History 69 (1) (January 2005), p. 43-72
- « Military Memoirs: A Historical Overview of the Genre from the Middle Ages to the Late Modern Era », War in History 14:3 (2007), p. 289-309
- (en) Yuval Noah Harari, « The Concept of ‘Decisive Battles’ in World History », Journal of World History, no 18:3,‎ 2007, p. 251-266* « Knowledge, Power and the Medieval Soldier, 1096–1550 », in In Laudem Hierosolymitani: Studies in Crusades and Medieval Culture in Honour of Benjamin Z. Kedar, ed. Iris Shagrir, Ronnie Ellenblum and Jonathan Riley-Smith, (Ashgate, 2007)
- « Combat Flow: Military, Political and Ethical Dimensions of Subjective Well-Being in War », Review of General Psychology (September, 2008)
- (en) Yuval Noah Harari, « Armchairs, Coffee and Authority: Eye-witnesses and Flesh-witnesses Speak about War, 1100-2000 », Journal of Military History, no 74:1,‎ janvier 2010, p. 53-78

## Distinctions

### Prix et récompenses
- 2009 et 2012 : « prix Polonsky pour la créativité et l'originalité »[26]
- 2011 : « Society for Military History’s Moncado Award »[27] pour les articles qu'il a rédigés sur l’histoire militaire
- 2015 : Prix du Savoir et de la Recherche pour Sapiens

### Sociétés savantes
- 2012 : élu membre de l'Académie israélienne junior des sciences.

### Honneurs
- Doctorat honoris causa  de la Vrije Universiteit Brussel, le 27 janvier 2020[28].